# 6 Siczowa Dywizja Strzelców

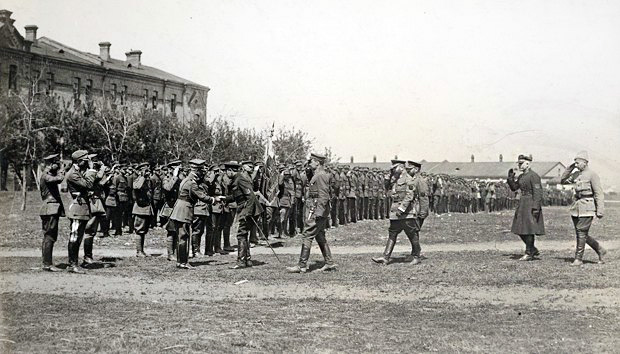
Wręczenie sztandaru 6 Siczowej Dywizji Strzelców. Symon Petlura, gen. Wołodymyr Salski, gen. Antoni Listowski, Berdyczów 21 kwietnia 1920

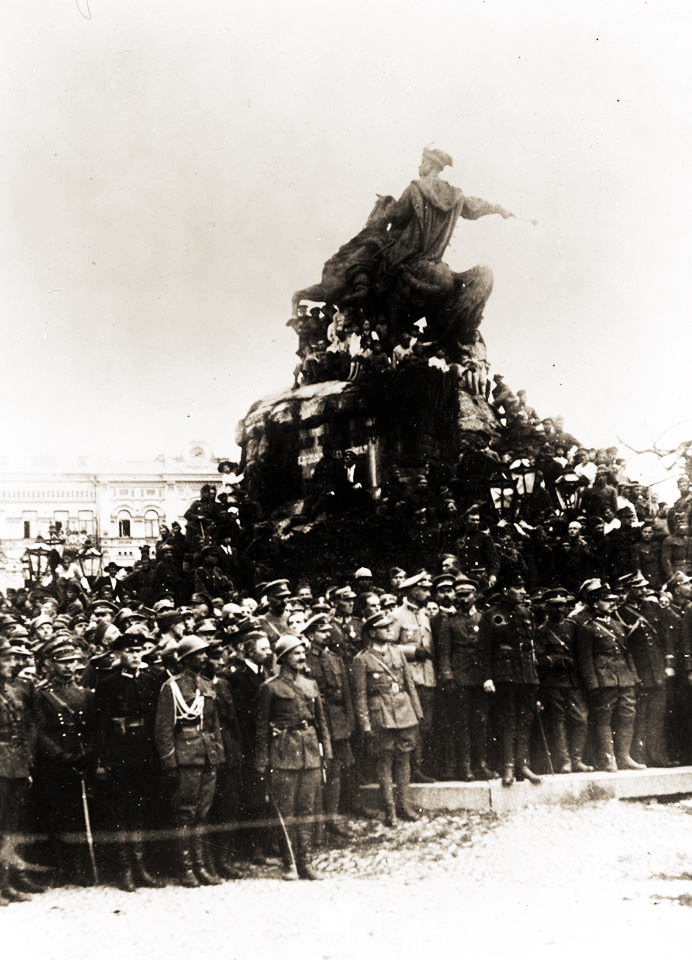
Symon Petlura w otoczeniu oficerów ukraińskich i polskich przyjmuje defiladę 6 Siczowej Dywizji Strzelców pod pomnikiem Bohdana Chmielnickiego w Kijowie, 23 maja 1920.

6 Siczowa Dywizja Strzelców (ukr. 6-та січова стрілецька дивізія) – dywizja Armii Ukraińskiej Republiki Ludowej, działająca operacyjnie w składzie 3 Armii Wojska Polskiego, uczestnicząca w wyprawie kijowskiej w 1920 roku i w dalszych działaniach przeciw Armii Czerwonej, w tym w bitwie pod Komarowem.

## Formowanie i walki
Dywizja ta była początkowo formowana w Łańcucie, a następnie w twierdzy w Brześciu nad Bugiem. W późniejszym czasie otrzymała nazwę „6 Dywizji Siczowej”, a znajdowała się pod komendą podpułkownika Marka Bezruczki. 22 kwietnia została podporządkowana 3 Armii Wojska Polskiego i otrzymała rozkaz wymarszu na front. Liczyła wówczas ponad 2 tysiące żołnierzy.
Zdaniem Lecha Wyszczelskiego, w maju 1920 roku 6 Siczowa Dywizja Strzelców była bardzo słabym związkiem taktycznym (...) dysponowała nielicznymi kadrami umożliwiającymi w dalekiej perspektywie osiągnięcie stanu polskiej dywizji. 12 czerwca 1920, stan osobowy 6 dywizji wynosił 225 oficerów i 1720 żołnierzy (z czego 301 niewyszkolonych), 7 listopada 1920 stan wynosił 407 oficerów i 4143 żołnierzy.
W sierpniu 1920 dywizja broniła Zamościa przed 1 Armią Konną Budionnego. Na froncie pozostała do listopada 1920.

## Stan dywizji w lipcu 1920
dowódca – ppłk szt. gen. Marko Bezruczko
- szef sztabu – płk szt. gen. Wsewołod Zmijenko
  - sotnia sztabowa
  - sotnia oficerska
  - pluton telegraficzny
  - pluton żandarmerii polowej
- 16 Brygada Piechoty – ppor. Roman Suszko
  - 46 kureń strzelców – kpt. Grigoriak
  - 47 kureń strzelców – kpt. Stefaniszyn
- 17 Brygada Piechoty – ppor. Woroniew
  - 49 kureń strzelców – kpt. Wergeler
  - 50 kureń strzelców – kpt. Georgiew
- 6 pułk kawalerii – ppor. Jaroszewski
  - 1 sotnia konna
  - 2 sotnia konna
  - 3 sotnia konna
- 6 pułk artylerii polowej – kpt. Protiwieński
  - 16 bateria artylerii polowej
  - 17 bateria artylerii polowej
- 6 kureń techniczny – kpt. Oleksiejew
  - 1 kompania saperów
  - 2 kompania saperów
- kompania kolejowa
- kompania (park) amunicyjna
- 6 zapasowa brygada strzelców

## Żołnierze oddziału
| Dowództwo jednostki        |                        |
| Stopień, imię i nazwisko   | Okres pełnienia służby |
| Dowódca dywizji            |                        |
| gen. chor. Marko Bezruczko | 8 II – koniec wojny    |
| Zastępca dowódcy dywizji   |                        |
| ppłk Anatolij Budnyj       |                        |
| Szefowie sztabu            |                        |
| płk Wsewołod Zmijenko      | 8 II – koniec wojny    |